# Jelače
Jelače su naseljeno mjesto u općini Uskoplje, Federacija Bosne i Hercegovine, BiH.

## Zemljopis
Jelače se nalaze na oko 850 metara nadmorske visine, na padinama Podova prema izvoru Trnovače. 
Do Jelača vodi makadamska cesta preko Gornjeg Paloča.

## Povijest
Na popisu stanovništva iz 1895. Jelače se navode kao dio Uzričja.
Na popisu 1961. u naselju je živjelo 53 stanovnika (50 Hrvati i 3 ostalih), dok je na popisu 1971. u naselju živjelo 60 stanovnika (svi Hrvati). Godine 1981. na Jelačama je živjelo 36 stanovnika (35 Hrvata i 1 ostali).

## Stanovništvo

### 1991.
Nacionalni sastav stanovništva 1991. godine, bio je sljedeći:
ukupno: 9
- Hrvati - 9

### 2013.
Na popisu stanovništva 2013. godine bilo je bez stanovnika.